# فرانک ویلیامز (فرمول یک)
سِر فرانسیس اُوِن گَبِت ویلیامز (به انگلیسی: Sir Francis Owen Garbett Williams)؛ (۱۶ آوریل ۱۹۴۲ – ۲۸ نوامبر ۲۰۲۱) از اهالی کسب‌وکار اهل بریتانیا و بنیان‌گذار تیم اتومبیل‌رانی ویلیامز بود.

## فعالیت‌ها
ویلیامز، بنیان‌گذار (۱۹۶۶) و یکی از اعضای پیشین کادر مدیریتی تیم فرمول یک ویلیامز بود. او تیمی را ساخت که نام خودش را گرفت و یکی از موفق‌ترین تیم‌های تاریخ این ورزش است. طی دوران حضور ویلیامز در دهه‌های ۱۹۹۰ و ۱۹۸۰ این تیم ۹ بار قهرمان فرمول یک جهان شد و هفت دوره هم راننده‌های این تیم قهرمانی فرمول یک را تجربه کردند. او و دخترش، کلر در سپتامر ۲۰۲۰ تیم ویلیامز را به سرمایه‌گذاران آمریکایی فروختند و از این ورزش کناره گرفتند. ویلیامز پس از تصادف سال ۱۹۸۶ در فرانسه دچار آسیب طناب نخاعی شد و پس از آن ویلچرنشین شد. تیم ویلیامز اولین رتبه نخست خود در یک جایزه بزرگ را سال ۱۹۷۹ در پیست سیلورستون و هنگامی که کلی رگاتزونی پشت فرمان ماشین بود بدست آورد. سال پس از آن نیز هم تیم ویلیامز با رانندگی آلن جونز قهرمان فرمول یک شد.

## درگذشت
پس از بستری شدن فرانک ویلیامز در روز جمعه، او در ۲۸ نوامبر ۲۰۲۱ در سن ۷۹ سالگی درگذشت. استفانو دومنیکالی، رئیس و مدیر اجرایی فرمول یک نیز احترام خود را تقدیم ویلیامز کرد و او را یک غول واقعی در ورزش نامید. 